# させぼ号

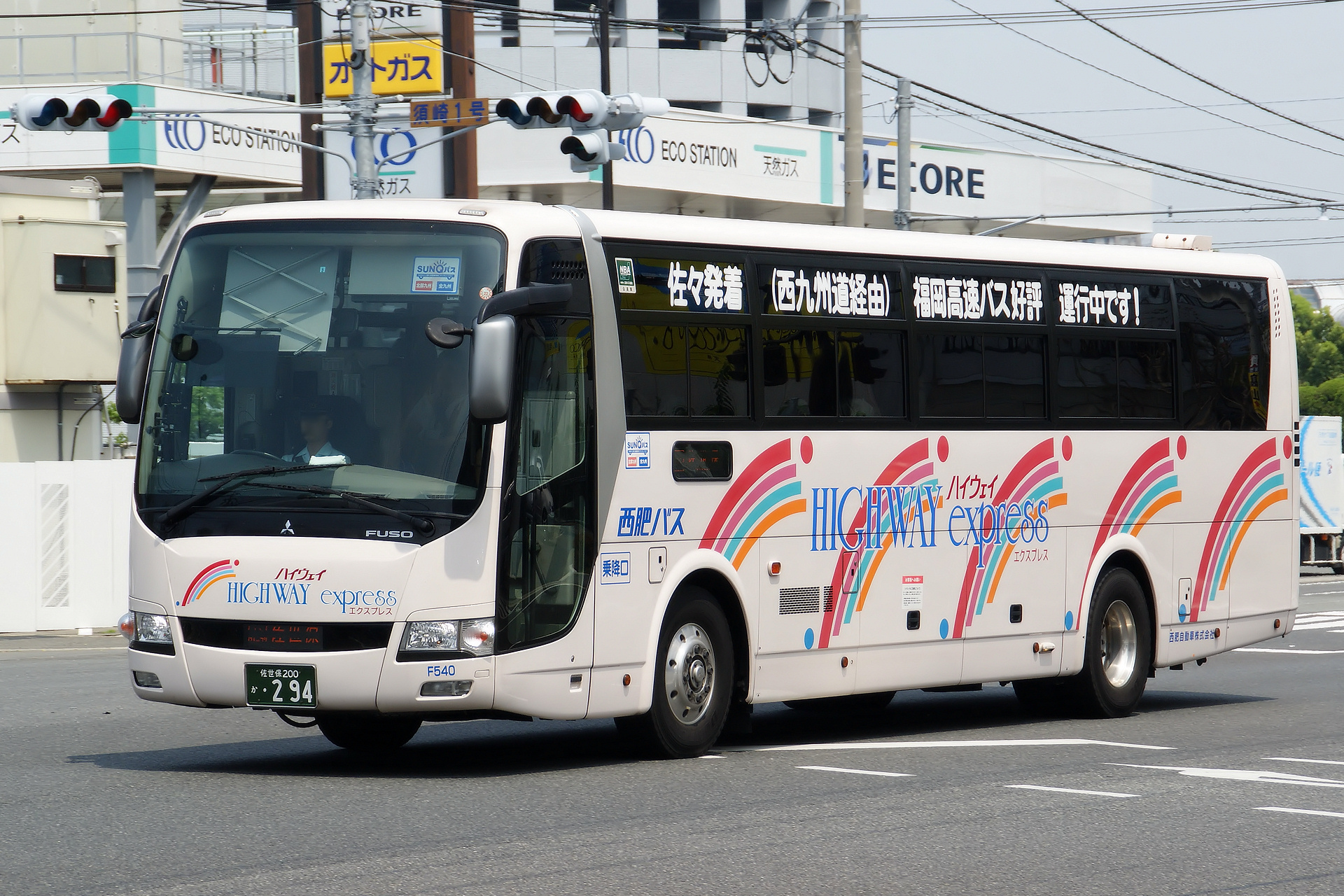
させぼ号（西肥自動車）

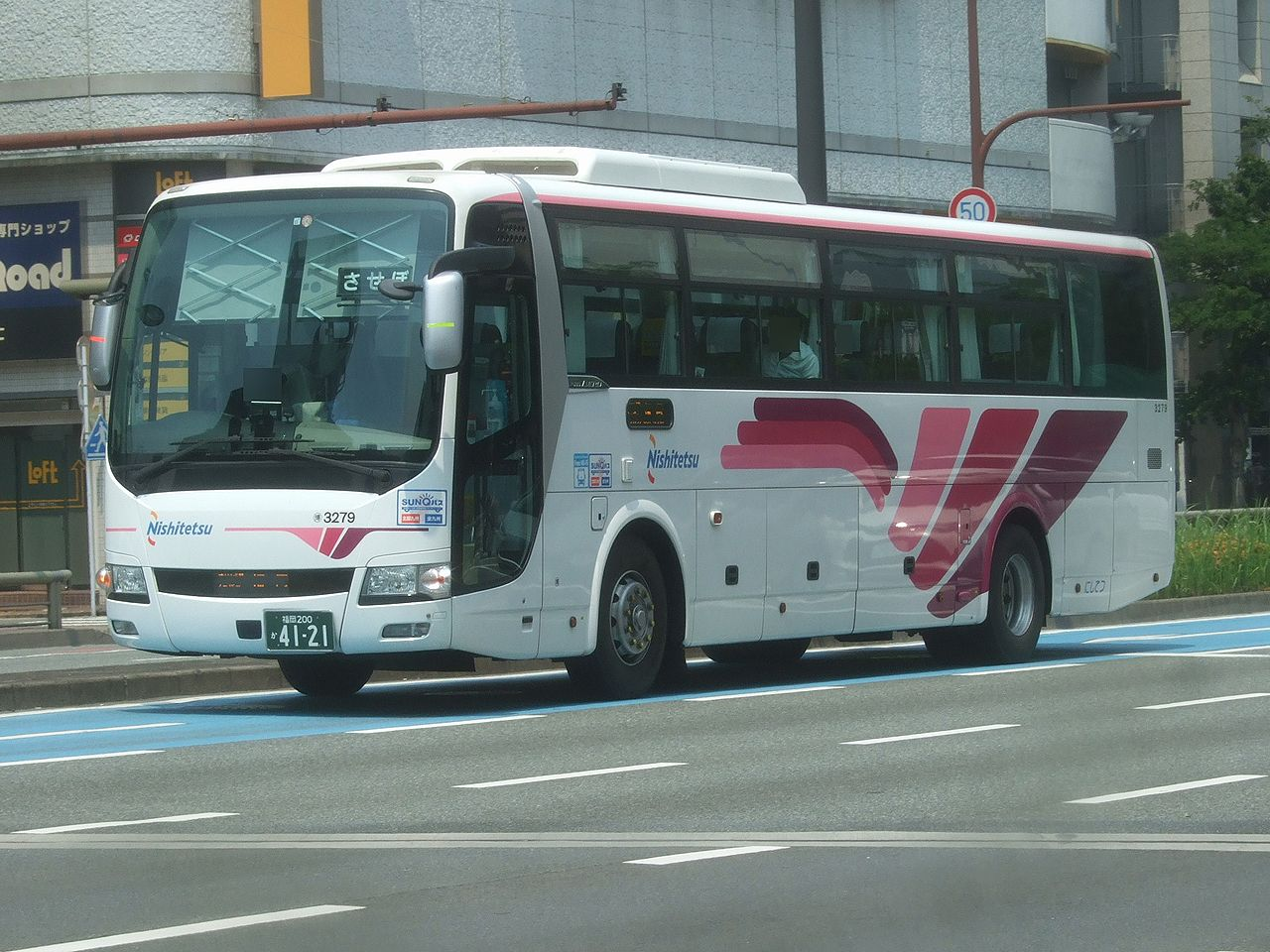
させぼ号（西日本鉄道）

させぼ号（させぼごう）は、福岡県福岡市と長崎県佐世保市・長崎県北松浦郡佐々町を結ぶ、高速バス路線である。西日本鉄道株式会社（西鉄）と西肥自動車株式会社（西肥バス）によって共同運行されている。
本項では、上記両社により運行される福岡市とハウステンボス（佐世保市）を結ぶ、福岡・福岡空港 - ハウステンボス線についても記述する。

## させぼ号
福岡市の博多バスターミナル・西鉄天神高速バスターミナルと佐世保市の佐世保バスセンター（佐世保駅前）との間を結ぶ路線で、はじめは1966年に一般道経由の特急バスとして運行開始された（西日本鉄道・西肥自動車の共同運行）。1982年に高速（九州自動車道）乗り入れを開始、1990年に九州自動車道・長崎自動車道・西九州自動車道経由の高速バスとしてリニューアル、大幅増便されて現在に至る。当路線の愛称である「させぼ号」は佐世保に由来するが、この愛称が用いられるのは福岡側（西鉄）のみで、佐世保側（西肥自動車）では同社の昼行高速バス共通の総称である「ハイウェイエクスプレス号」が用いられる。そのため市販の大型時刻表には「させぼ号」と「ハイウェイエクスプレス号」の2つの愛称が記載されている。
一部の便においては佐世保市の松浦町国際通りや北松浦郡佐々町の佐々バスセンターまで運行されている。また、別系統で福岡市の博多バスターミナル・西鉄天神高速バスターミナルと佐世保市のハウステンボスを結ぶ路線も運行されている（下記福岡 - ハウステンボス線の項を参照）。
座席は予約座席指定制であり、搭乗前に発券窓口や電話にて予約する必要がある。全席指定席である。SUNQパス（全九州版・北部九州版とも）も使用可能。

### 運行会社
- 西日本鉄道 （担当営業所：博多自動車営業所【表記=○博】）
- 西肥自動車 （担当営業所：北部営業所）

### 運行系統
当路線は以下の3系統に分類される。太字は停車停留所。各系統ともクローズドドアシステムになっており、博多バスターミナル-高速基山間のみ、または長崎県内の区間のみの利用はできない。平日67便・土日祝69便のうち8往復（おもに佐世保発の午前の便と、福岡発の夕方以降の便）が佐々インター・佐々バスセンターを始発・終点として運転される。残りの便のうち、佐世保発の便はすべて佐世保バスセンターが始発となるが、福岡発の便のうち13便は松浦町国際通りまで運転される（2016年7月16日現在）。
1. スーパーノンストップ
  - 西九州自動車道佐世保みなとICを経由する便で、所要時間が最も短い。佐世保行き平日1便・土日祝2便、福岡行き平日2便・土日祝3便。
2. ノンストップ
  - 福岡～佐世保間の主要バス停のみ停車する便。佐世保行き15便/日、福岡行き14便/日。
3. 福岡空港経由
  - 福岡空港のターミナルや、波佐見有田ICなど福岡〜佐世保間の全てのバス停に停車する便。
  - 国際線経由
    - 福岡空港国際線ターミナルを経由する便。佐世保行き18便/日、福岡行き15便/日。

  - 国内線経由
    - 福岡空港国内線ターミナルを経由する便。福岡市内の停車順が他系統と異なる。福岡行き2便/日。

### 所要時間
博多バスターミナル～佐世保バスセンター
- スーパーノンストップ：2時間2分（1時間55分）
- ノンストップ：2時間6分（1時間59分）
- 福岡空港経由：2時間20分（2時間11分）

博多バスターミナル～佐々バスセンター
- スーパーノンストップ：2時間34分（2時間33分）
- ノンストップ：2時間38分（2時間37分）
- 福岡空港経由：2時間49分（2時間47分）

西鉄天神高速バスターミナル～佐世保バスセンター
- スーパーノンストップ：1時間46分（1時間41分）
- ノンストップ：1時間50分（1時間45分）
- 福岡空港経由：2時間4分（1時間57分）

西鉄天神高速バスターミナル～佐々バスセンター
- スーパーノンストップ：2時間15分（2時間17分）
- ノンストップ：2時間19分（2時間21分）
- 福岡空港経由：2時間33分（2時間33分）

※カッコ内の数字は佐世保 ・佐々発の上り便の所要時間。また、この数字は最短所要時間である。

### 停車停留所
▼：佐世保（佐々）行きは乗車のみ、福岡行きは降車のみ可能
▲：福岡行きは乗車のみ、佐世保（佐々）行きは降車のみ可能
△：佐世保（佐々）行きの降車のみ可能
｜：通過
∥：経由せず
| 停車停留所名                   | 停留所所在地 | 停留所所在地     | スーパー ノンストップ | ノンストップ | 福岡空港 経由 | 備考 |
| ------------------------------ | ------------ | ---------------- | --------------------- | ------------ | ------------- | --- |
| 博多バスターミナル             | 福岡県       | 福岡市博多区     | ▼                     | ▼            | ▼             | 博多駅前 |
| 西鉄天神高速バスターミナル     | 福岡県       | 福岡市中央区     | ▼                     | ▼            | ▼             | |
| 福岡空港国際線ターミナル       | 福岡県       | 福岡市博多区     | ∥                     | ∥            | ▼             | ※ |
| 筑紫野（二日市温泉入口）       | 福岡県       | 筑紫野市         | ▼                     | ▼            | ▼             | |
| 高速基山                       | 佐賀県       | 三養基郡基山町   | ▼                     | ▼            | ▼             | |
| 波佐見有田IC                   | 長崎県       | 東彼杵郡波佐見町 | ｜                    | ｜           | ▲             | |
| 卸本町入口                     | 長崎県       | 佐世保市         | ∥                     | ▲            | ▲             | |
| 佐世保バスセンター             | 長崎県       | 佐世保市         | ▲                     | ▲            | ▲             | 佐世保駅前 |
| 京町                           | 長崎県       | 佐世保市         | △                     | △            | △             | 佐々バスセンター発着便および松浦町行きの便のみ停車                                                                                     |
| 島瀬町                         | 長崎県       | 佐世保市         | △                     | △            | △             | 佐々バスセンター発着便および松浦町行きの便のみ停車                                                                                     |
| 松浦町（国際通り）             | 長崎県       | 佐世保市         | ▲                     | ▲            | ▲             | 佐々バスセンター発着便および松浦町行きの便のみ停車                                                                                     |
| 佐々インター・佐々バスセンター | 長崎県       | 北松浦郡佐々町   | ▲                     | ▲            | ▲             | 佐々バスセンター発着便の停車では、福岡行きは佐々インター発→佐々バスセンターの順、佐々行きは佐々インター→佐々バスセンター着の順になる。 |

※佐世保バスセンター発の早朝2便（5:00発、5:30発）は、福岡空港国内線ターミナルに停車し、そこから博多バスターミナル→西鉄天神バスセンターの順に停車する。

### 運行経路
- 【 】内は、佐々バスセンター発着便および松浦町終点の便のみ運行する経路

1. スーパーノンストップ
  - 博多バスターミナル - 西鉄天神高速バスターミナル - 天神北ランプ - 福岡都市高速1号線・2号線 - 太宰府IC - 九州自動車道 - 鳥栖JCT - 長崎自動車道 - 武雄JCT - 西九州自動車道 - 佐世保みなとIC - 佐世保バスセンター【 - 国道35号 - 松浦町国際通り - 佐世保中央IC - 西九州自動車道 - 佐々IC - 佐々バスセンター】
2. ノンストップ
  - 博多バスターミナル - 西鉄天神高速バスターミナル - 天神北ランプ - 福岡都市高速1号線・2号線 - 太宰府IC - 九州自動車道 - 鳥栖JCT - 長崎自動車道 - 武雄JCT - 西九州自動車道 - 佐世保大塔IC - 卸本町入口 - 国道35号 - 佐世保バスセンター【 - 国道35号 - 松浦町国際通り - 佐世保中央IC - 西九州自動車道 - 佐々IC - 佐々バスセンター】
3. 福岡空港経由
  - 博多バスターミナル - 西鉄天神高速バスターミナル- 天神北ランプ - 福岡都市高速1号線・2号線 - 榎田ランプ - 福岡空港国際線ターミナル - 半道橋ランプ - 福岡都市高速2号線 - 太宰府IC - 九州自動車道 - 鳥栖JCT - 長崎自動車道 - 武雄JCT - 西九州自動車道 - 波佐見有田IC - 西九州自動車道 - 佐世保大塔IC - 卸本町入口 - 国道35号 - 佐世保バスセンター【 - 国道35号 - 松浦町国際通り - 佐世保中央IC - 西九州自動車道 - 佐々IC - 佐々バスセンター】

### 使用車両
- 西日本鉄道
  - 三菱ふそう・エアロエース（2TG-MS06GP）
  - 日野・セレガ（LKG-RU1ESBA）
  - いすゞ・ガーラ（QRG-RU1ESBJ ・QTG-RU1SCJ）
- 西肥自動車
  - 三菱ふそう・エアロバス/エアロエース（PJ-MS86MP・BKG-MS96JP・LKG-MS96VP・QRG-MS96VP・QTG-MS96VP・2TG-MS06GP）

4列シート・トイレ付きの車両で運行。
かつて1990年の高速運行開始時からは、西鉄・西肥両社とも3列シート（2+1列）の車両を使用していたが、1997年頃から西鉄車は4列シート車両に置き換えられた。西肥車も同時期より新車は4列シート仕様に変更されていたが、2013年まで使用されていた九州急行バスからの移籍車は移籍前からの3列シートのままとなっていた。
なお、西肥車において過去には元本州向け夜行仕様車が2台使用されていたが、これらは本路線への転用に当たり、3列独立シートから4列シートへ車内レイアウト変更（定員拡大）、仮眠室撤去、「CORAL Express」から「HIGHWAY Express」への塗装変更などの大規模改造工事を経て運用に入っていた
。のちに1台（2008年式　三菱エアロクイーンBKG-MS96JP　社番F551）に関しては2023年3月10日の運行を最後に運用離脱・廃車された。もう1台（三菱ふそう・エアロバスPJ-MS86JP　社番F534）も同年7月をもって引退したことで元夜行用車両が全廃となった（引退を記念したラストランツアーが予定されていたが、最少催行人員未達の為全コース中止となった）。 
これらの他にも車内公衆電話・マルチステレオ（音楽サービス）などの設備やビデオ映画・飲み物（コーヒー・お茶）・おしぼりのサービスもあったが、現在は廃止されている。

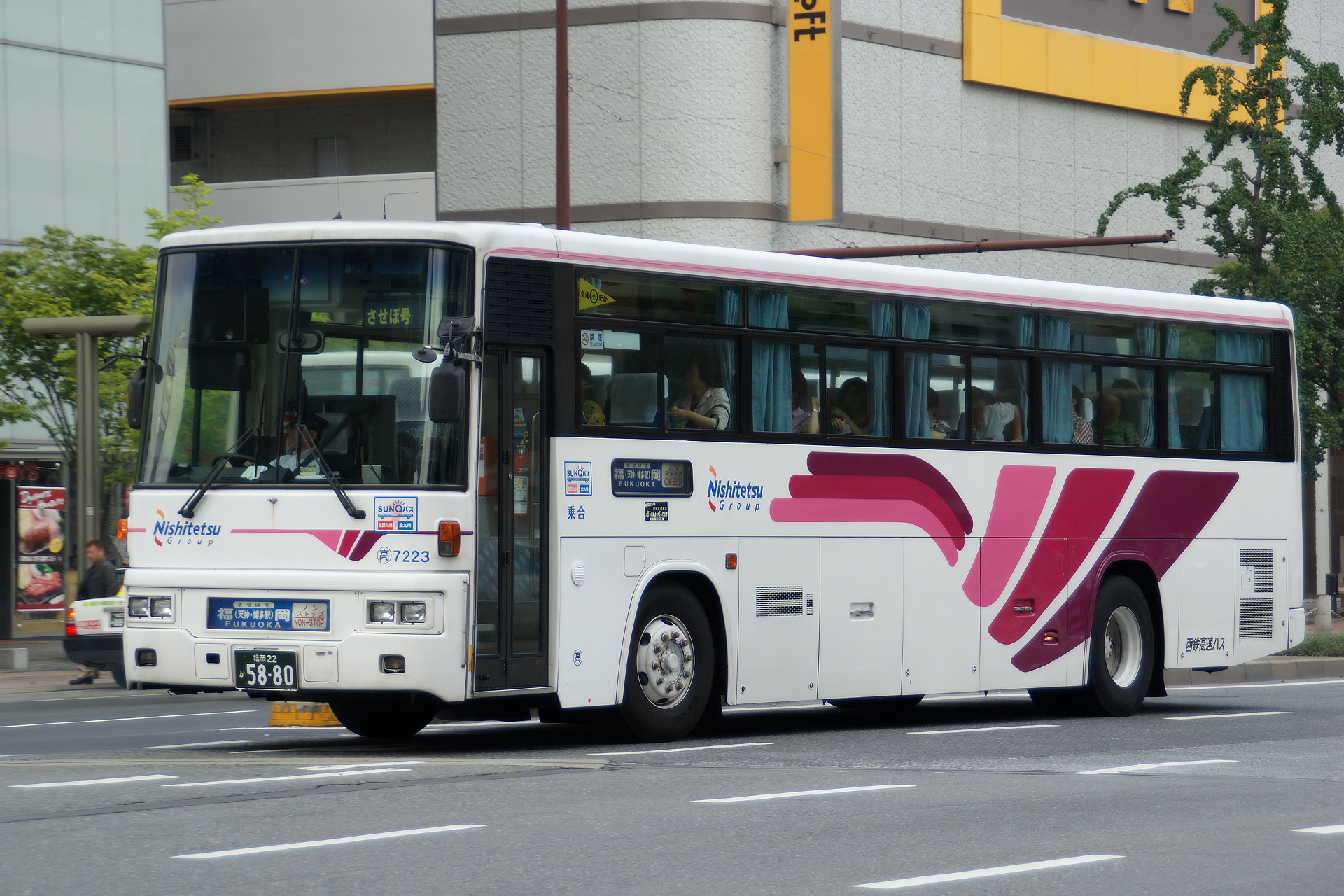
西鉄高速バス 社番7223/福岡22か 5880（日野KC-RU3FSCB） 1997年導入の4列シート車で西鉄高速バスに路線移管と同時に移管された。これ以前の車両は当時の近距離高速バスと同様の白地に青色濃淡の塗装で2+1列偏心配置シートであった
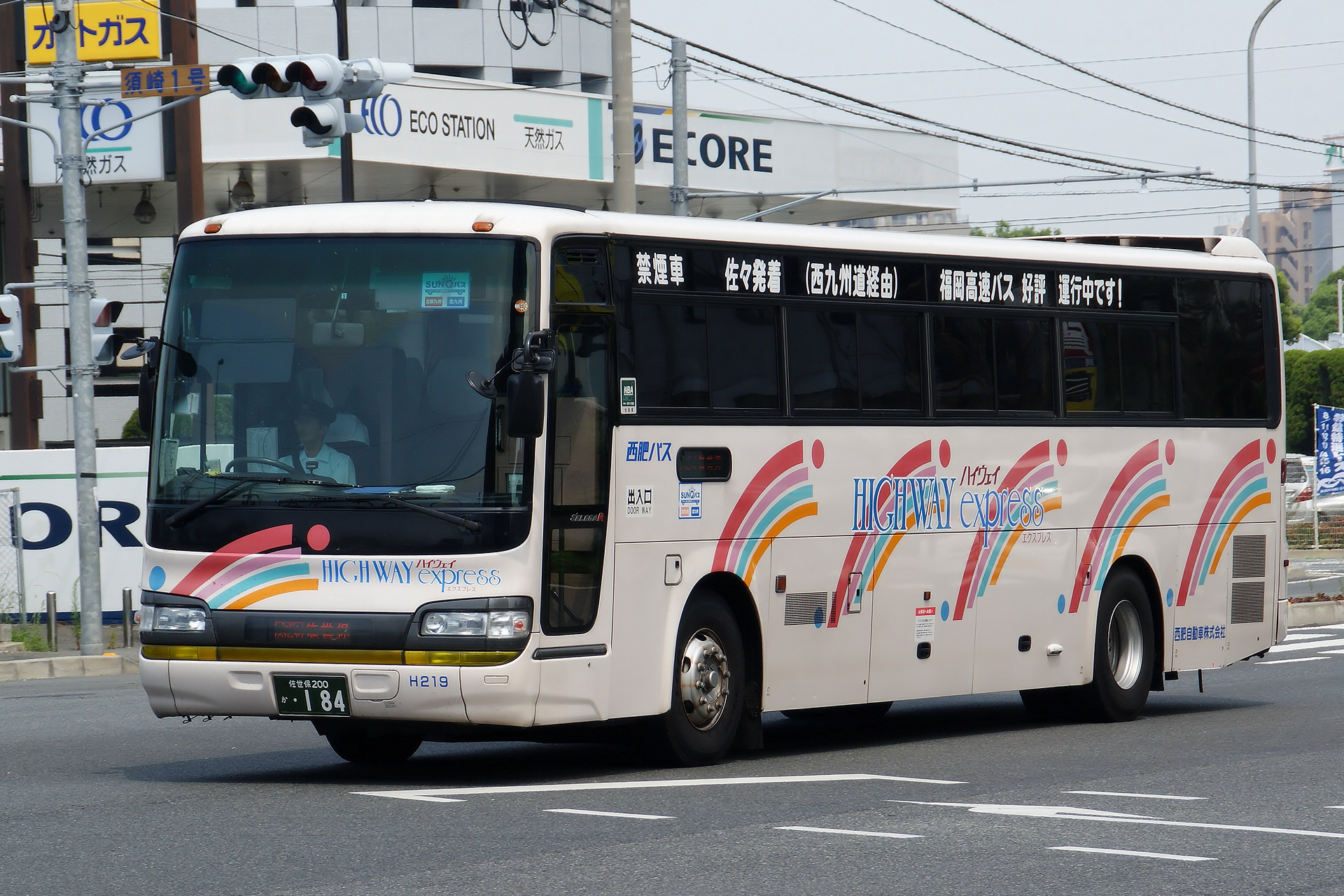
西肥バス 社番H219/佐世保200か 184（日野KL-RU4FSEA） 運行開始当初から西肥バスが採用しているハイウェイエクスプレスカラーの車両
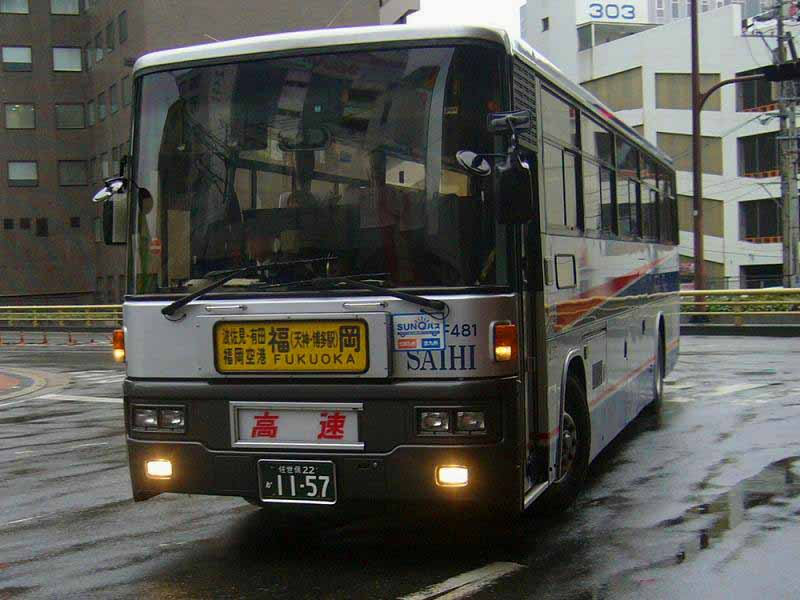
西肥バス 社番F481/佐世保22か 1157（三菱U-MS726S） 九州急行バスから移籍した車両で西肥バスの貸切・高速バス標準塗装（現在は廃車）。
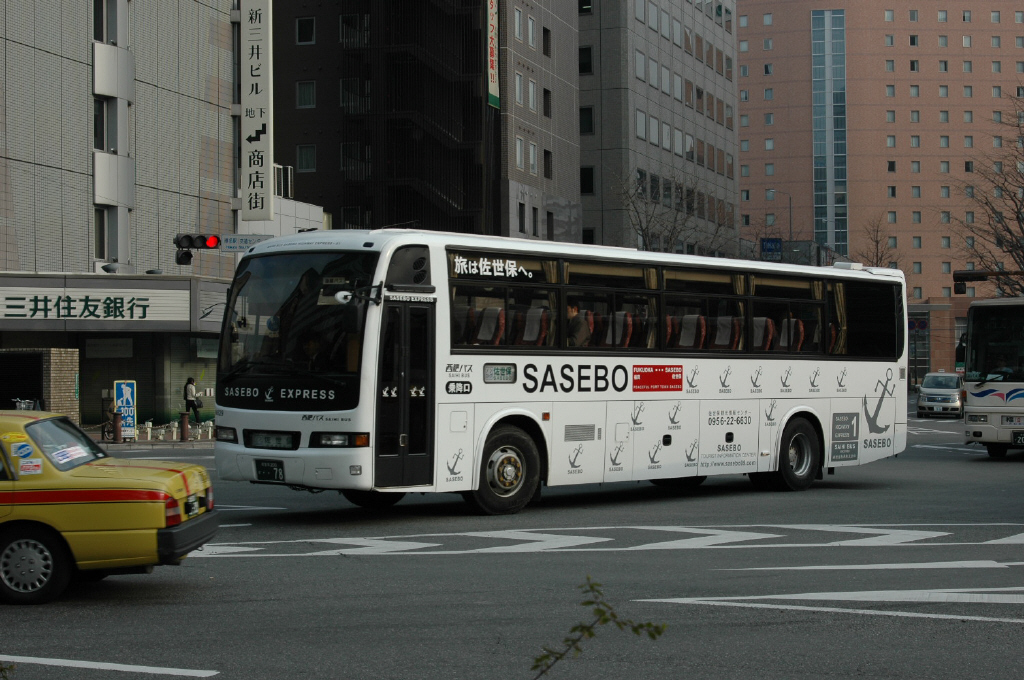
西肥バス 社番N829/佐世保200か 78（日産ディーゼルKL-RA552RBN） 西肥バスではしばしば広告塗装・ラッピングを施した車両が使用されることがある。SASEBO EXPRESSカラー
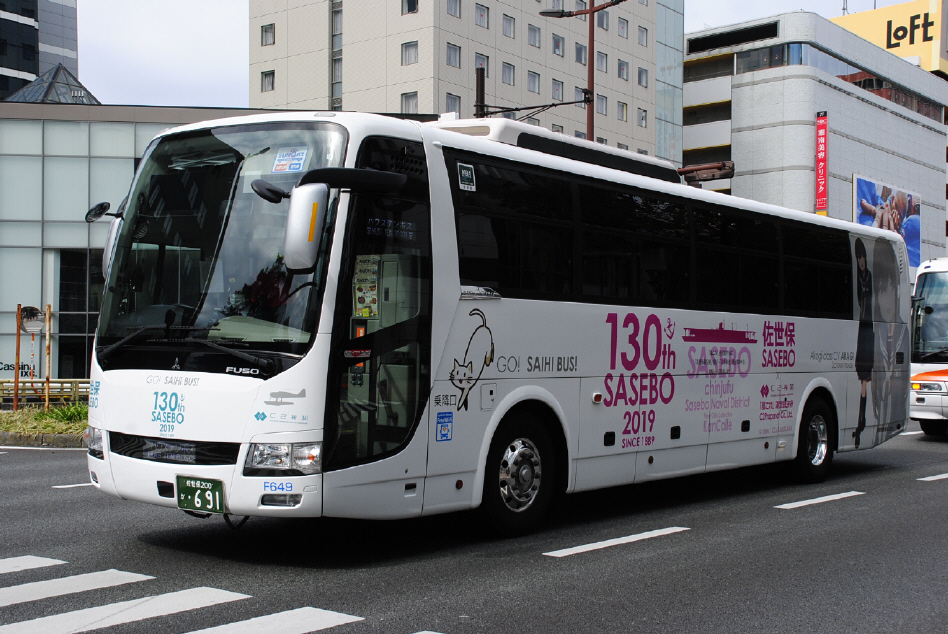
西肥バス 社番F649/佐世保200か 691（三菱ふそう2TG-MS06GP） 2019年9月13日から開催された佐世保市と『艦隊これくしょん』のコラボ企画「佐世保鎮守府開庁130年」のラッピング（現在は終了）
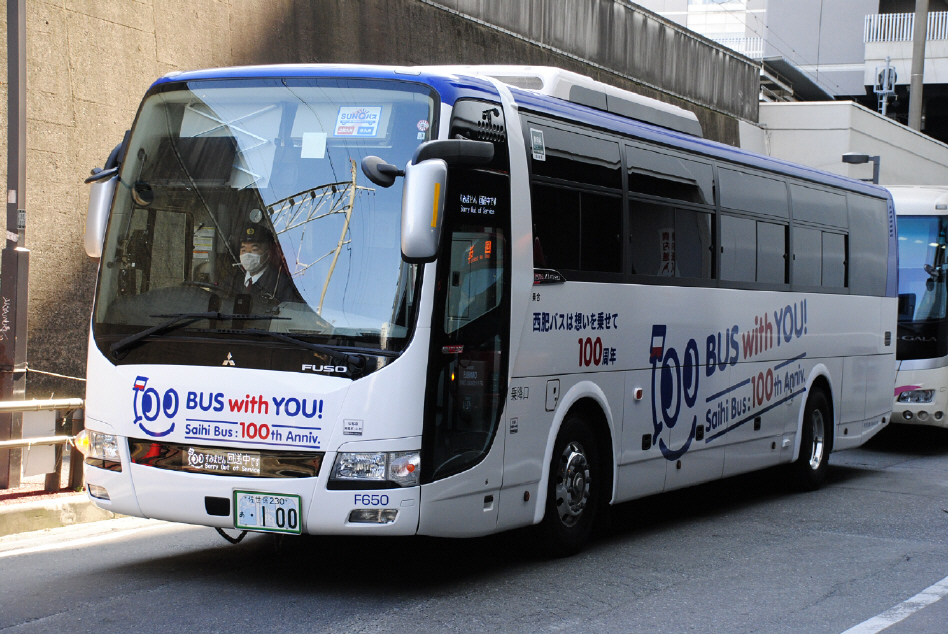
西肥バス 社番F650/佐世保230あ 100（三菱ふそう2TG-MS06GP） 西肥バス100周年記念ラッピング(現在は終了)

### 割引きっぷ
- 羽田京急きっぷ
  - 佐世保-福岡空港間の高速バス乗車券（往復）と、羽田空港-都心・横浜までの京急線往復乗車券 4730円
- 高松乗り継ぎきっぷ
- 福岡平戸きっぷ
- 佐世保海風満喫きっぷ
- グランドパス65・リフレッシュパス65
  - 上記提示で運賃が半額となる割引乗車券（両社便共通）[2]。

### 沿革
- 1966年（昭和41年）8月8日 - 福岡・久留米～佐賀～武雄～佐世保間の特急バスとして「させぼ号」を運行開始。
- 1982年（昭和57年）10月1日 - 九州自動車道（太宰府IC～鳥栖IC間）に乗り入れ、高速バスとして運行開始。西日本鉄道（西鉄）と西肥自動車の共同運行。
- 1985年（昭和60年）4月1日 - 長崎自動車道（鳥栖JCT～佐賀大和IC間）に乗り入れ開始。
- 1990年（平成2年）1月27日 - 長崎自動車道 武雄北方IC～大村IC間、および西九州自動車道 武雄JCT～佐世保大塔IC 開通に伴うダイヤ改正、大幅増便。ノンストップ便を新設。同時に車両のグレードアップ（4列シートトイレなし車両 ⇒ 3列（2＋1列）シート・トイレ・サービスコーナー付車両）。
- 1997年（平成9年）4月21日 - 武雄・有田経由便および高速各停便を休止。
- 1999年（平成11年）3月28日 - 福岡都市高速道路と九州自動車道の直結に伴う運行経路変更、およびダイヤ改正。「中」バス停（大野城市）廃止。
- 2000年（平成12年）7月1日 - 西日本鉄道の分離子会社である西鉄高速バスの設立により、西日本鉄道担当分を西鉄高速バスへ移管。
- 2000年（平成12年）11月1日 - 一部の便が福岡空港国際線ターミナル経由となる。
- 2007年（平成19年）3月21日 - 停車地に高速基山を追加。
- 2009年（平成21年）4月25日 - 佐世保みなとICを経由するスーパーノンストップ便を新設。
- 2010年（平成22年）4月1日 - 西九州自動車道の延伸に伴い、一部の運行便における佐世保側の起終点が佐世保バスセンターから佐々バスセンターまで運行区間を延長。
- 2011年（平成23年）4月28日 - ダイヤ改正により運行内容を変更[3]。
  - 既存の佐々バスセンター発着便に加え、これまでの福岡発佐世保バスセンター終着便の一部（11便）を松浦町（国際通り）まで延伸し、途中に京町・島瀬町の両停留所において降車扱いを開始（福岡行きは停車せず）。
  - 早朝の佐世保発福岡空港経由便（2便）を、これまでの西鉄天神バスセンター経由博多バスターミナル終着から博多バスターミナル経由西鉄天神バスセンター終着に経路変更。
- 2013年（平成25年）4月1日 - 西鉄高速バス担当分全便をこれまでの直営便から同社の管理委託路線に変更となり、運営を西鉄本体へ移管。
- 2016年（平成28年）7月16日 - ダイヤ改正により運行内容を変更。
  - 佐世保バスセンター方面の各系統は、平日・土日祝とも78 便から平日67 便・土日祝69 便に減便された。スーパーノンストップ系統は平日1往復・土日祝2往復となり、大半がノンストップ系統へと変更となった。
  - 佐々バスセンター発着便は西肥自動車のみの運行となる。
- 2018年（平成30年）3月17日 - 運用内容変更。西鉄担当便の一部が福岡高速自動車営業所から博多自動車営業所に移管され、本体直営便が誕生。
- 2019年（平成31年）4月1日 - 西鉄高速バス会社解散に伴い、西鉄便の同社管理委託を解消。西鉄便担当全便が本体直営便となる。
- 2021年（令和3年）4月1日 - 西鉄便の福岡高速自動車営業所担当全便を博多営業所に完全移管。ハウステンボス系統を含む西鉄便全てが博多営業所所属となる。
- 2023年（令和5年）4月1日 - ダイヤ改正。
  - 佐々発福岡行きの朝1本を佐世保始発に短縮。
  - 往復・回数乗車券の値上げ、紙の4枚つづり回数券の有効期限を無期限→6か月とする。
  - 予約定員制から座席指定制に変更。

## 福岡・福岡空港 - ハウステンボス線
佐世保市にあるテーマパーク ハウステンボスと福岡市を直接結ぶ路線で、乗り換える必要なくハウステンボスの入園ゲート至近のバス乗り場まで行くことができる。

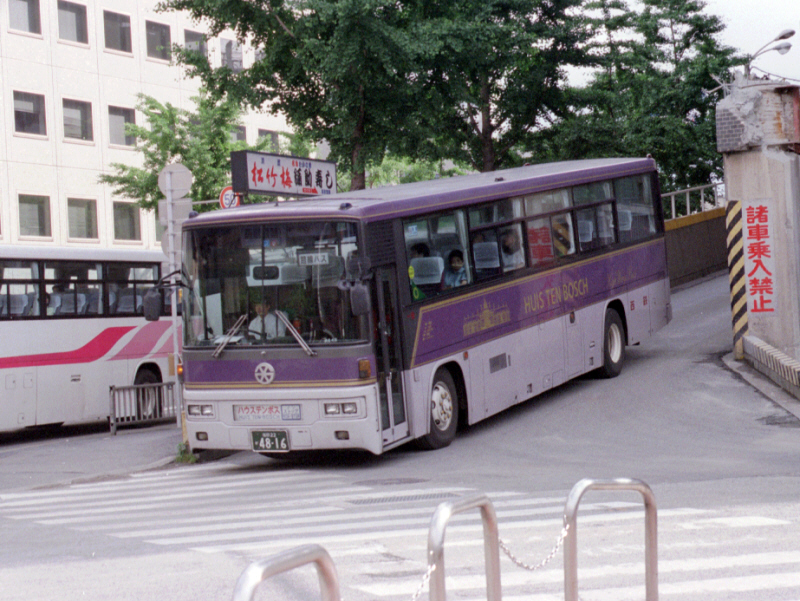
1992年から2002年まで運行されたハウステンボス号の専用車

ハウステンボスの開園と同日の1992年（平成4年）3月25日、「ハウステンボス号」の愛称で運行開始された。「させぼ号」と同じく西鉄と西肥バスの共同運行で、当初は6往復設定されていた。しかしJR九州が運行する特急列車「ハウステンボス」に比べ利用は低迷し、翌1993年には3往復に減便された後、2002年（平成14年）3月31日限りで「ハウステンボス号」は廃止された。廃止時点での停車地は博多駅交通センター、西鉄天神バスセンター、福岡空港1～3、波佐見有田IC、早岐田子の浦、早岐支所シルバーボウル前、ハウステンボスの順で、ハウステンボス行きのうち1本は天神バスセンター～ハウステンボス間ノンストップ、1本は福岡空港～ハウステンボス間ノンストップであった。この当時は「させぼ号」と異なり、座席は予約指定制で、車両は当初から4列シート、トイレ付き車を使用していた。西鉄側は1999年頃まで紫色と白色のツートンカラーの専用車を使用していた。また、本路線の往復乗車券とハウステンボス入場券をセットにした「ハウステンボスセット券」も発売されていた。
その後2010年（平成22年）10月1日に、「させぼ号」のうち1往復が運行取りやめとなると同時に、別路線として福岡～ハウステンボス線の1往復での運行を開始、福岡とハウステンボスを結ぶ高速バスの運行が8年半ぶりに再開された。この際「ハウステンボス号」の愛称名は復活せず、させぼ号の一部でもなく別路線となり、現在までこの路線の愛称はない。運行再開時の運行会社は西肥バスのみ（西鉄側は発券業務のみ）だったが、2011年（平成23年）4月からは2往復に増便されるとともに西鉄も運行を担当するようになった。車両は、両社とも「させぼ号」と共通運用している。
2021年2月1日ダイヤ改正現在、1日2往復が運行されている。都市部からテーマパークへの利用客輸送が主な目的であるという路線の特性上、福岡発は午前のみ、ハウステンボス発は午後（主に夕方から夜）のみである。
座席指定制である。また、SUNQパス（全九州版・北部九州版）の利用が可能である。
福岡〜佐世保・ハウステンボス間の高速バス乗車券と、佐世保〜ハウステンボス間の路線バス（平日24.5往復 土日祝18往復 約50分 580円）乗車券、ハウステンボス1DAYパスポートがセットになった「ハウステンボスきっぷ」（10,460円）が発売されている。本数の多いさせぼ号を利用する場合はもちろん、ハウステンボス線を利用する場合でもハウステンボス1DAYパスポートがセットになっていることから、割安となっている。

### 運行種別
1. ノンストップ
  - 福岡空港国際線ターミナルを経由しない速達便。福岡行き2便/日。
2. （通常便）[6]
  - 福岡空港国際線ターミナルを経由する便。ハウステンボス行き2便/日。

### 所要時間
博多バスターミナル～ハウステンボス
- 1時間51分（1時間58分）、ノンストップ：1時間46分（1時間49分）

西鉄天神高速バスターミナル～ハウステンボス
- 2時間11分（2時間14分）、ノンストップ：2時間6分（2時間3分）

※カッコ内は、福岡行きの所要時間。

### 車内設備・サービス
- ハイデッカー
- 4列シート
- トイレ
- Wi-Fi（無線LANインターネット接続）

### 停車停留所
▼：ハウステンボス行きは乗車のみ、福岡行きは降車のみ可能
▲：福岡行きは乗車のみ、ハウステンボス行きは降車のみ可能
∥：経由せず
| 停車停留所名               | 停留所所在地 | 停留所所在地   | ノンストップ | （通常便） | 備考     |
| -------------------------- | ------------ | -------------- | ------------ | ---------- | -------- |
| 西鉄天神高速バスターミナル | 福岡県       | 福岡市中央区   | ▼            | ▼          |          |
| 博多バスターミナル         | 福岡県       | 福岡市博多区   | ▼            | ▼          | 博多駅前 |
| 福岡空港国際線ターミナル   | 福岡県       | 福岡市博多区   | ∥            | ▼          |          |
| 高速基山                   | 佐賀県       | 三養基郡基山町 | ▼            | ▼          |          |
| ハウステンボス             | 長崎県       | 佐世保市       | ▲            | ▲          |          |

### 運行経路
- 西鉄天神高速バスターミナル - 博多バスターミナル - 福岡空港国際線ターミナル - 半道橋ランプ - 福岡都市高速2号線 - 太宰府IC - 九州自動車道 - 鳥栖JCT - 長崎自動車道 - 武雄JCT - 西九州自動車道 - 佐世保大塔IC - 国道205号 - ハウステンボス

### 沿革
- 1992年（平成4年）3月25日 - ハウステンボスの開業に合わせ、福岡～ハウステンボス間の「ハウステンボス号」を運行開始。「させぼ号」と同様、西日本鉄道株式会社（西鉄）と西肥自動車株式会社（西肥バス）の共同運行。
- 2000年（平成12年）7月1日 - 西日本鉄道株式会社の分離子会社である西鉄高速バス株式会社の設立により、西日本鉄道株式会社担当分を西鉄高速バス株式会社へ移管。
- 2000年（平成12年）11月1日 - 一部の便が福岡空港国際線ターミナル経由となる。
- 2002年（平成14年）3月31日 - 「ハウステンボス号」廃止。
- 2010年（平成22年）10月1日 - 「福岡・福岡空港 - ハウステンボス」線を新設。西肥バス運行により、1日1往復（西鉄は予約発券のみ担当）。
- 2011年（平成23年）4月28日 - ハウステンボス系統を1日2往復に増便し、新たに西鉄高速バスも運行を担当[3]。
- 2013年（平成25年）4月1日 - 西鉄高速バス株式会社の担当分全便（ハウステンボス系統を含む）が、同社の管理委託路線に変更となり、西日本鉄道株式会社へ運行委託。
- 2016年（平成28年）7月16日 - 平日・土日祝とも6便/日から、平日7便/日・土日祝9便/日に増便。また、福岡発の1便、ハウステンボス発の平日2便・土日祝3便が福岡空港国際線を経由しないノンストップ系統となる。全便が福岡側の起終点が西鉄天神高速バスターミナルに変更となる。
- 2019年（平成31年）4月1日 - 西鉄高速バス株式会社解散に伴い、西鉄担当の全便が西日本鉄道株式会社運行となる。
- 2021年（令和3年）
  - 2月1日 - 平日・土日祝とも2便/日に減便。ノンストップは福岡行き2便のみとなる。
  - 4月1日 - 西鉄便が西日本鉄道株式会社博多営業所担当となる。